# Величко, Александр Фёдорович
Алекса́ндр Фёдорович Вели́чко (12 декабря 1879, Быхов, Могилёвская губерния — 22 мая 1929, Москва) — русский и советский инженер путей сообщения, общественный деятель.

## Биография
Родился в уездном местечке Быхов Могилёвской губернии в семье учителя, происходил из мещан, личный дворянин. Отец, Федор Федорович Величко (1844—1920), из духовного рода, выпускник духовного училища, служил учителем городского приходского училища, имел гражданский чин губернского секретаря. Мать происходила из польского рода Глинка-Янчевских.
Среднее образование получил в Могилёвском Александровском реальном училище. Закончил Санкт-Петербургский археологический институт (1903) и Институт инженеров путей сообщения (1906) с правом на чин коллежского секеретаря.
Государственную службу начал на Рязанско-Уральской железной дороге: конторщик и запасной агент станции Москва-Товарная, начальник станции Елец, помощник заведующего техническим отделом Службы движения, начальник станций Пенза, Кочетовка, начальник Камышинского, затем Московского отделений Службы движения.
В 1912—1914 гг. служил в Управлении железных дорог Министерства путей сообщения: чиновник особых поручений, ревизор движения эксплуатационного отдела. С 16 июня 1914 г. — заведующий̆ движением на Московской Окружной линии Николаевской железной дороги и, одновременно, с 18 июня — начальник Московского железнодорожного узла. В 1916 г. — заместитель начальника Службы движения Московско-Курской, Нижегородской и Муромской железных дорог. В январе 1917 г. командирован для исполнения обязанностей̆ начальника железнодорожного эксплуатационного отдела Управления путей сообщения на театре военных действий̆. С 24 апреля — помощник начальника этого Управления. С 18 августа 1917 г. помощник и первый̆ заместитель начальника Московско-Курской, Нижегородской и Муромской железных дорог.
Имел чин надворного советника, награждён орденом Св. Станислава 3 степени.
С 1918 года служил в Народном комиссариате путей сообщения (Наркомпути) на руководящих должностях: управляющий эксплуатационным управлением железных дорог, затем с 1919 г. возглавил Временную комиссию по ликвидации дел бывшего Управления путей сообщения. С 12 мая 1919 г — помощник управляющего Московским окружным эксплуатационным отделом, руководил перевозками в Московском железнодорожном узле. С 1 сентября — старший инспектор Высшей инспекции железных дорог Наркомпути, с 1921 г. — член Центрального комитета по перевозкам.
Был арестован 21 апреля 1921 года, обвинялся в незаконном предоставлении вагонов под грузы кооперативу при Всероссийском Союзе Инженеров, но по постановлению Президиума ВЧК от 18 мая 1921 г. из-под стражи освобожден.
С 1926 г. состоял во Всесоюзной ассоциации инженеров, входя в состав её президиума и возглавляя транспортную секцию. Занимался и педагогической деятельностью: в 1912—1914 годах преподавал в Санкт-Петербургском институте инженеров путей сообщения, а в 1920—1922 годах — в Московском лесотехническом институте.
Был арестован ОГПУ 3 октября 1928 г. как участник контрреволюционной вредительской организации в Наркомпути и на железных дорогах СССР. На тот период являлся старшим консультантом по перевозкам при Наркомторге.
Вместе с Фон-Мекком Н. К. был назван идеологическим вдохновителем и практическим руководителем организации. Согласно обвинительному заключению, он срывал перевозки хлебного значения, создавая хлебные кризисы в наиболее важных потребительских районах, для чего не увязывал планов перевозок по линии Наркомторга и железной дороги, давая кружные направления хлебогрузам, и засыпая хлебогрузы на заведомо загруженные склады, что приводило к порче хлеба.
Коллегия ОГПУ на заседании от 22 мая 1929 г. приговорила А. Ф. Величко к высшей мере наказания. Официальное сообщение «От Объединённого Государственного Политического Управления» с подтверждением расстрела, датированное 23 мая, было опубликовано 24 мая в газете Правда".
Захоронен на территории Ваганьковского кладбища Москвы.
После расстрела А. Ф. Величко его имущество конфисковали, а семью выслали из Москвы на 3 года с запретом на проживание в крупных городах.
Реабилитирован Прокуратурой СССР 4 июля 1991 г.
В заметке по делу железнодорожников, опубликованной в «Торгово-Промышленной газете», был указан «бывший генерал-инженер Величко», газетчики ошибочно имели ввиду инженер-генерала К. И. Величко. Эта ошибка позднее повторялась и дополнялась в нескольких публикациях о железнодорожном деле.

## Семья
Жена, Елизавета Михайловна, урождённая Правосудович (1887—1944).
Дети:
- Нина Александровна Величко (Култыгина) (1908—1983);
- Николай Александрович Величко (1909—1985);
- Надежда Александровна Величко (1911—1982);
- Елена Александровна Величко (1913—1957).